# Östra Örten
Östra Örten är en sjö i Karlstads kommun i Värmland och ingår i Göta älvs huvudavrinningsområde. Sjön är 15 meter djup, har en yta på 7,32 kvadratkilometer och befinner sig 97 meter över havet. Östra Örten ligger i Storområdet Örten Natura 2000-område. Sjön avvattnas av vattendraget Tjärnsälven (Näsälven).

## Delavrinningsområde
Östra Örten ingår i det delavrinningsområde (661793-138074) som SMHI kallar för Utloppet av Östra Örten. Medelhöjden är 135 meter över havet och ytan är 30,28 kvadratkilometer. Räknas de 4 avrinningsområdena uppströms in blir den ackumulerade arean 148,42 kvadratkilometer. Tjärnsälven (Näsälven) som avvattnar avrinningsområdet har biflödesordning 2, vilket innebär att vattnet flödar genom totalt 2 vattendrag innan det når havet efter 289 kilometer. Avrinningsområdet består mestadels av skog (47 procent), öppen mark (10 procent) och jordbruk (14 procent). Avrinningsområdet har 7,41 kvadratkilometer vattenytor vilket ger det en sjöprocent på 24,4 procent.